# Il processo (film 1978)
Il processo è una miniserie TV in due puntate del 1978 diretta da Luigi Di Gianni, tratta dall'omonimo romanzo di Franz Kafka.